# Synagoga Ohel Leah w Hongkongu
Synagoga Ohel Leah w Hongkongu (hebr. בית הכנסת  אהל לאה, chiń. 猶太教莉亞堂) – synagoga znajdująca się w Hongkongu, w centrum dzielnicy żydowskiej.
Synagoga została zbudowana w latach 1901–1902. Jest to biały, dwupiętrowy budynek z wieżyczkami. Nazwa upamiętnia Leah Sassoon, matkę braci Jacoba i Edwarda oraz Meyera, którzy ofiarowali grunt pod budowę. Synagoga należy do nowoczesnego ortodoksyjnego nurtu judaizmu. W 1961 roku w synagodze rozpoczął urzędowanie pierwszy rabin. W 1998 roku przeprowadzono jej remont kosztem 6 milionów dolarów.